# Adam Huntsman
Adam Huntsman (* 11. Februar 1786 im Charlotte County, Virginia; † 23. August 1849 in Jackson, Tennessee) war ein US-amerikanischer Politiker. Zwischen 1835 und 1837 vertrat er den Bundesstaat Tennessee im US-Repräsentantenhaus.

## Werdegang

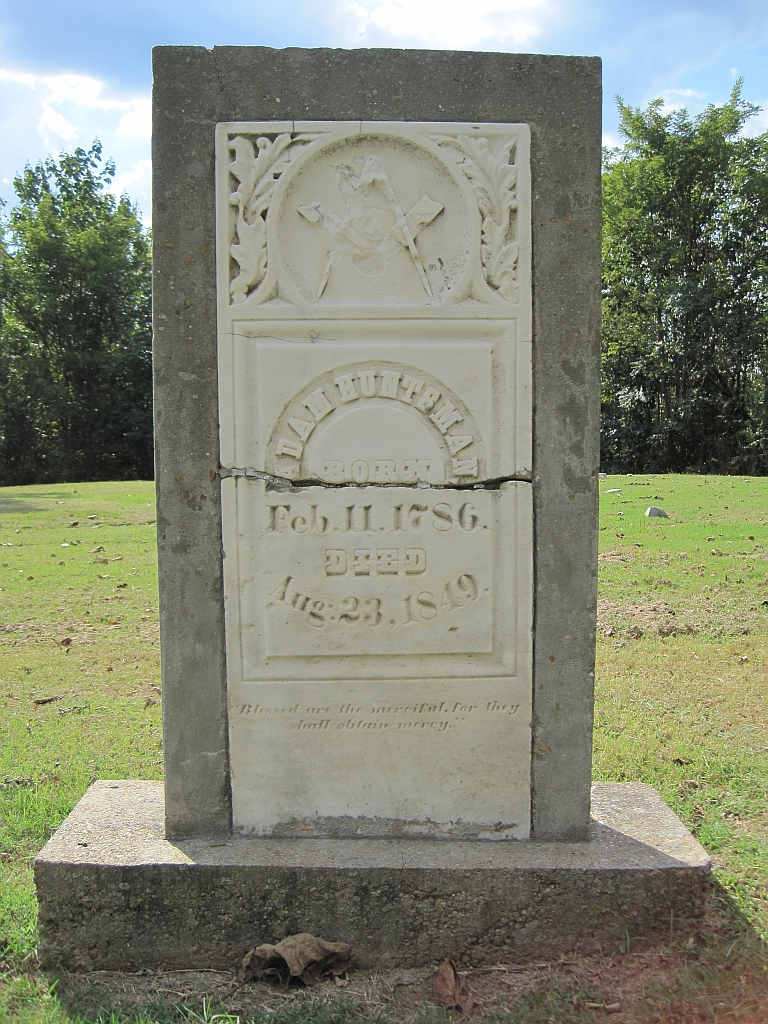
Huntsmans Grab in Jackson, Tennessee

Im Jahr 1809 ließ sich Adam Huntsman für drei Jahre im Knox County in Tennessee nieder. Dort studierte er bei dem späteren US-Senator John Williams Jura. Nach seiner Zulassung als Rechtsanwalt praktizierte er im Overton County und im Madison County als Strafverteidiger. Gleichzeitig begann er eine politische Laufbahn. Zwischen 1815 und 1819 sowie nochmals von 1827 bis 1829 saß er im Senat von Tennessee. Außerdem war er im Jahr 1834 Delegierter auf einer Versammlung zur Überarbeitung der Staatsverfassung. Als Anhänger von Präsident Andrew Jackson wurde er Mitglied in der von diesem gegründeten Demokratischen Partei. Huntsman nahm auch an einem Indianerkrieg teil, bei dem er ein Bein verlor.
Bei den Kongresswahlen des Jahres 1834 wurde er im zwölften Wahlbezirk von Tennessee in das US-Repräsentantenhaus in Washington, D.C. gewählt, wo er am 4. März 1935 die Nachfolge von Davy Crockett antrat, den er bei der Wahl geschlagen hatte. Für Crockett war die Wahlniederlage tragisch. Er verließ Tennessee und kam ein Jahr später beim Kampf um die Festung Alamo in Texas ums Leben. Da Huntsman im Jahr 1836 auf eine weitere Kandidatur verzichtete, konnte er bis zum 3. März 1837 nur eine Legislaturperiode im Kongress absolvieren.
Auch nach seinem Ausscheiden war Adam Huntsman politisch aktiv. In den 1830er und 1840er Jahren wurde er zu einer regionalen Parteigröße im westlichen Tennessee. Er stand in Verbindung mit bekannten Bundespolitikern wie Andrew Jackson, James K. Polk, James Buchanan oder John C. Calhoun. Huntsman starb am 23. August 1849.